# سعید عباسپور
سعید عباس‌پور (متولد ۱۳۳۸ در آبادان) داستان‌نویس معاصر ایرانی است.
سعید عباسپور متولد آبادان و مقیم تهران است.
دکتر سعید عباسپور، کم بیناست و به قول خود یک نابینای فابریک نیست. او برنده چند جایزه ادبی است. وی دکترای خود را در رشته ی روانشناسی بالینی گرفته است و هم‌اکنون به عنوان مشاور مراکز صنعتی در جذب و آموزش نیروهای انسانی فعالیت می‌کند اما بیش تر به عنوان یک داستان‌نویس شناخته می‌شود.
او در فاصله سال‌های ۱۳۷۹ تا ۱۳۸۴ سه مجموعه داستان روانه بازار کرده‌است که هر سه تجدید چاپ شده‌اند. مجموعه داستان‌های «بوی تلخ قهوه»، «پیاده‌روی در هوای آزاد» و داستان بلند «صداهای سوخته» که اخیراً از سوی نشر نی به چاپ دوم رسیده است، از جمله آثار منتشر شده از سعید عباسپور هستند.
مایهٔ اساسی داستان‌های او بیشتر حول دنیای درونی انسان‌ها و رنج‌های ناگفته و تنهایی می‌چرخد و برای بازگویی تفکرات و ذهنیات نهفتهٔ شخصیت‌های داستانی اش از ابزارهای متفاوتی بهره می‌گیرد.
وی در فیلم «شب‌های زاینده‌رود» محسن مخملباف نیز بازی کرده‌است، آواز می‌خواند و تاکنون چند کنسرت در داخل و خارج ایران برگزار کرده‌است.
همنشین بهار در مقاله «سفره هفت سین در هتل اموات» از او به نیکی یاد کرده‌است. سعید عباسپور علاوه بر زندان دستگرد اصفهان در باغ کاشفی (هتل اموات) هم به جرم آزادی‌خواهی زندانی بوده‌است.